# De mères en filles
De mères en filles (Sorority Wars) est un téléfilm américain réalisé par James Hayman, et diffusé le 17 octobre 2009 sur Lifetime.

## Synopsis
Katie (Lucy Hale) et Sara (Phoebe Strole), sa meilleure amie depuis l'enfance, entrent à l'université. La sororité Delta Beta Theta, cofondée quelques décennies auparavant par la mère de Katie, Lutie (Courtney Thorne-Smith) et sa meilleure amie Summer (Faith Ford), courtise Katie pour qu'elle rejoigne leurs rangs.

D'abord encline à entrer chez les Deltas, Katie se retrouve en désaccord avec Gwen (Amanda Schull), la fille de Summer et future présidente des Deltas, et ses méthodes pendant la semaine de recrutement des sororités et fraternités. Cette dispute entraîne l'éviction de Katie des rangs des aspirantes Delta. Celle-ci, privée de Sara qui a préféré rester chez les Deltas, se retrouve seule et décide de rejoindre une autre sororité, les Kappa, menée par Heather (Kristen Hager), dont l'ambiance lui semble plus proche de ses aspirations.

Non seulement cette adhésion aux Kappa n'améliore pas les relations de Katie avec son amie de toujours, mais elle déclenche une guerre entre les sororités sur le campus et nuit à la bonne entente parmi les Alumni Delta.

## Fiche technique
- Titre : De mères en filles
- Titre original : Sorority Wars
- Réalisation : James Hayman
- Scénario : Michelle Lovretta
- Direction artistique : Brian Kane
- Musique :Pierre F. Brault
- Photographie : Neil Roach
- Montage : Scot J. Kelly
- Décors : Terry Lewis
- Costumes : Antoinette Messam
- Production : Eric Fraser
- Société de production : RHI Entertainment
- Distribution :
- Pays :  États-Unis
- Genre : Comédie dramatique
- Durée : 95 minutes

## Distribution
- Lucy Hale(VF : Audrey Sablé)  : Katie Parker[2]
- Courtney Thorne-Smith : Lutie Parker[2]
- Amanda Schull : Gwendoline « Gwen »
- Phoebe Strole (VF : Karine Foviau) : Sara Snow
- Kristen Hager : Heather
- Rob Mayes (VF : Damien Ferrette) : Beau
- Adrian Hough (VF : Constantin Pappas) : William
- Sarah-Jane Redmond : Dana
- Chelan Simmons : Casadee
- Faith Ford (VF : Danièle Douet) : Summer[2]
- Marie Avgeropoulos : Missy
- Scott Lyster : P.J.
- Christine Willes : Mary Lee Snow
- Catherine Lough Haggquist : Hilary
- Meredith Bailey : Sally
- Diana Bang (en) : Lauren
- Andrea Brooks : Shawna
- Natasha Gulmans : Lana
- Charles Siegel : Emcee
- Stephanie Belding (VF : Michèle Garcia) : Tri-Crown Emcee
- Matt Ward : Deacon
- Courtney Oglend : Dorm Girl
- Brooke Anderson : Gamma Singer
- Christine Lacey : Back-up Singer #1
- Johannah Newmarch : Back-up Singer #2

## Autour du téléfilm
La musique entendue plusieurs fois et chantée par Katie (Lucy Hale) est Get Away de Samantha Jade.